# 福爾摩沙衛星六號
福爾摩沙衛星六號，簡稱福衛六號。原定是中華民國自主擁有的第五顆人造衛星，是以災害防救與環境觀測研究為策略性任務的微衛星，並規劃發展小型發射載具將其發射入軌。
中華民國國家太空中心發表的〈福衛六號策略性任務及酬載計畫書〉中提到主要搭載的儀器將以遙測、導航定位為主，預定是台灣第一個自主開發的通訊定位衛星，也將是第一個由台灣自行發射升空的人造衛星。
2009年國科會重新評估技術可行性，並明確界定台灣太空科技發展以科學研究為目標，與國防軍事用途徹底脫鉤後，決定取消2012年自行發射衛星計畫，回歸福爾摩沙衛星一、二、三號發展模式，委託國外火箭公司執行發射任務。

## 任務簡介
本計畫為研發微衛星先進技術及適用於臺灣產業製程的元件微小化科技。任務目標以研發執行災害防救實用任務為主，太空科學研究任務為輔的微衛星。原規劃發展三顆微衛星，第一枚與第二枚任務型微衛星主要目標是以打造國家太空中心傳承的微衛星本體，展現衛星自主研製的技術能力與驗證自主研發衛星元件的性能。未來的任務型微衛星將持續開發前瞻技術，精進微衛星性能，研製具國際競爭力的高性能微衛星，打入國際太空市場。福衛六號第一枚任務型微衛星（50公斤級）由太空中心負責系統設計與系統整合，公開徵求學研團隊進行福衛六號衛星本體之發展，以搭載發展中的科學酬載儀器「垂直大氣耦合探測相機（E-VAC）」，執行福衛六號任務。此科學酬載儀器是一套以微型CMOS感測器為基礎的多色影像擷取系統，於2009年1月起由國立成功大學學研團隊進行發展。其作用是透過特定波長的影像觀測大氣電學、海洋水色、電離層物理、大氣暉光、閃電、高空短暫發光等現象。
由於次軌道科學實驗計畫的小型發射載具研發於2009年經效益評估後暫緩執行，致未能提供實驗型微衛星飛試；同年美方表達接續福衛三號合作，共同發展福衛七號構想，太空中心重新評估計畫執行優先順位及各項資源依需求重新調整，自主發展微衛星計畫遂於2010年中止。

## 實驗微衛星
實驗型微衛星是與福衛六號同一計畫「自主發展微衛星計畫」的子計畫，發展之目的在培植學術單位，強化學校對微型衛星次系統之分析、設計與系統整合測試的能力，衛星任務則以學術界太空科學研究為主。
2008年公開遴選出國立成功大學CKUTEX微衛星團隊執行此計畫，進行設計與製作（30公斤級）微衛星工程體與飛行體。實驗微衛星原規畫以自主發展之小型發射載具試飛，驗證衛星進入軌道的精確度並確認衛星通聯，執行預定的實驗。但2010年中因政策調整，自主發展微衛星計畫中止，CKUTEX微衛星發展至整合測試備便（ITR）階段以後的剩餘工作交由學校自行負責。

## 外部連結
- FORMOSAT 6 （页面存档备份，存于）